# 지금 남편이 무슨 말을 하는 거지?
《지금 남편이 무슨 말을 하는 거지?》(일본어: 旦那が何を言っているかわからない件 단나가 나니오 잇테이루카 와카라나이 겐[*])는 쿨교 신자가 제작한 일본의 네컷 만화이다. 이 만화는 온라인으로 연재되고 있으며 이치진샤가 단행본으로 발매했다. 단행본 제 1권은 2011년 12월 29일에 발매되었으며, 단행본 제 4권은 2014년 6월 26일에 발매되었다. 이 만화의 애니메이션은 제1기가 2014년 10월부터 12월까지, 제2기가 2015년 4월부터 6월까지 각 각 총 13화의 구성으로 일본에서 방영되었다. 2015년 3월 26일 한국 도서출판 길찾기에서 1,2권이 발매됐다.

## 줄거리
이 이야기는 열심히 일을 하는 직장녀 카오루와 오타쿠인 남편 하지메의 일상을 다룬다. 잘 알려진 애니메이션, 오타쿠 관련 용어와 밈을 사용하면서, 일본에서의 오타쿠 문화와 일상 간의 유사성과 갈등을 다룬다. 재치 있는 대화가 애니메이션에서 튀는 내용이며, 만담 형식의 유머도 있다.

## 등장인물
카오루 (일본어: カオル 가오루[*]) 
성우 - 타무라 유카리
하지메의 부인. 25세 직장녀. 오타쿠 남편과 결혼했다.
남편 (일본어: 旦那 단나[*]) 
성우 - 스즈무라 켄이치
카오루의 남편. 23세 오타쿠. 블로거로서 살아가면서 방구석에 처박혀 산다.
마요타마 (일본어: マヨタマ 마요타마[*]) 
성우 - 호리노 사야카
하지메의 남동생. 여장을 하고 다닌다. BL 만화 작가. 살짝 변태적인 유머감각이 있다. 만화 대다수는 로맨틱 동인지이며, 그 자신과 하지메를 성적인 상황으로 엮어버리는 경우도 있다.
미키 씨 (일본어: 三木さん 미키산[*]) 
성우 - 시미즈 카오리
만화를 좋아하는 사람, 데이터 입력 회사의 감독. 하지메의 허락으로 마요타마와 데이트를 나가서 그를 침대에 눕혀서 그가 소년이라는 것을 알기 전까지는 마요타마에게 호감이 있었다.
주세 리노 (일본어: 樹瀬リノ 주세 리노[*]) 
성우 - 쿠기미야 리에
카오루와 고등학교 때부터의 친한 친구. 주세 노조무와 결혼했다.
타다시 (일본어: 忠 다다시[*]) 
성우 - 호리에 카즈마
카오루의 외삼촌. 카오루에게 아버지같은 존재이다. 카오루에게 매우 보호적이며, 매우 능력있는 요리사다.
타나카 씨 (일본어: 田中さん 다나카산[*]) 
성우 - 신타니 료코
고등학교 때부터 카오루와 친한 친구이다. 야마다와 결혼했다.

## 애니메이션
텔레비전 애니메이션은 2014년 10월 4일부터 12월 25일까지 일본에서 방영했다. Crunchyroll은 2014년 10월 4일부터 스트리밍 서비스를 개시했다. 1화당 3분 분량이다. 애니메이션 2기는 2015년 4월부터 방영중이다.

### 방영 목록
| No. | 제목 | 방영일           |
| --- | --- | ---------------- |
| 1 | 〈취미가 맞지 않는데 빠졌쏘~리〉(合わない趣味とハマったソリ 아와나이 슈미토 하맛타 소리[*])                                                                             | 2014년 10월 4일  |
| 카오루는 하지메와 결혼하고 첫 몇주간 어떤 일이 있었는지 곰곰이 생각해본다.                                                                             | |                  |
| 2 | 〈성별과 혈통을 뛰어넘어 나아가라 여장 남자여〉(性別を超え血を超え出でよ男の娘 세이베쓰오 고에 지오 고에 이데요 오토코노코[*])                                          | 2014년 10월 11일 |
| 마요타마가 찾아온다. 하지메는 그에게 카오루가 오타쿠가 아니라는 것을 확실하게 알려준다. 뒤이어, 카오루의 친구가 그녀의 신랑을 보기 위해 집에 찾아온다. | |                  |
| 3 | 〈오타쿠인 내 동생이 이렇게 친구가 적을 리가 없어〉(オタクの俺の弟がこんなに友達が少ない訳が(ry 오타쿠노 오레노 오토토가 곤나니 도모다치가 스쿠나이 와케가 이카랴쿠[*]) | 2014년 10월 18일 |
| 하지메와 마요타마는 오타쿠 오프모임에 참석한다. | |                  |
| 4 | 〈남편은 가끔 경비직으로 연중무휴 일을 하고 있습니다.〉(旦那はたまに警備職に年中無休で就いております 단나와 다마니 게이비쇼쿠니 넨주무큐데 쓰이테오리마스[*])           | 2014년 10월 22일 |
| 하지메는 블로그를 관두고 현실계에서 진짜 직업을 찾아보려 한다.                                                                                         | |                  |
| 5 | 〈Drunker Devil〉(ドランカーデビル 도란카 데비루[*]) | 2014년 10월 29일 |
| 카오루가 술에 제대로 취하면 매우 거칠고 통제불능인 모습을 보인다.                                                                                      | |                  |
| 6 | 〈Never Cross a Bridge Till You Come To It〉(ネバークロスアブリッジティルユーカムトゥイット 네바 구로스 아 부릿지 디루 유 가무 두 잇토[*])                              | 2014년 11월 6일  |
| 카오루는 임신한 것 같아서 담배를 끊어보려고 한다. | |                  |
| 7 | 〈익숙한 길을 뒷걸음으로 달려본 결과〉(歩きなれた道に背を向けて走ってみた結果 아루키나레타 미치니 세오 무케테 하싯테미타 겟카[*])                                       | 2014년 11월 13일 |
| 카오루는 요리하는 법을 배우고 싶어졌다. 카오루와 하지메는 전문 요리사인 카오루의 아버지에게 도움을 청한다.                                             | |                  |
| 8 | 〈프로 골퍼가 되다〉(プロゴルファーなる 푸로 고루화 나루[*]) | 2014년 11월 20일 |
| 카오루의 친척은 잠깐 소녀인 아이쨩을 봐 달라고 부탁한다. 카오루의 친척이 프로 골프 경기를 하는동안 카오루와 하지메는 아이쨩에게 호의를 배푼다.         | |                  |
| 9 | 〈고급 팬케이크에 꿀을 쏟아붓는 행위〉(極上のパンケーキにハチミツをぶちまける行為 고쿠조 판케키니 하치미쓰오 부치마케루 고이[*])                                        | 2014년 11월 26일 |
| 마요타마를 도와주는 겸 해서 카오루와 하지메는 그들이 처음 만나고, 처음 데이트를 한 때 등을 설명해준다.                                                 | |                  |
| 10 | 〈지극히 가깝고 한없이 먼 자식〉(極めて近く、限りなく遠い子供 기와메테 지카쿠 가기리나쿠 도오이 고도모[*])                                                              | 2014년 11월 4일  |
| 하지메의 어머니가 급작스럽게 방문한 후, 카오루와 하지메는 아이를 갖는 것에 대해서 생각해봤지만 카오루는 아이 가지는 것을 단념한다.                     | |                  |
| 11 | 〈사람이 홀로 살아와〉(人が一人で生きてきて 히토가 히토리데 이키테키테[*])                                                                                              | 2014년 12월 10일 |
| 12 | 〈융합현자의 날〉(融合賢者の日 유고켄자노 히[*]) | 2014년 12월 17일 |
| 13 | 〈나와 그녀와 한 명 더〉(僕と彼女ともう一人 보쿠토 가노조토 모 히토리[*])                                                                                               | 2014년 12월 24일 |